# Umeå IK
Az Umeå IK női labdarúgó csapata 1985-ben jött létre Umeå városában. A 2000-es évek elején Svédország és  Európa egyik meghatározó együtteseként hét svéd bajnoki címet, valamint öt alkalommal jutott az UEFA-kupa döntőjébe, melyből két győzelmet szerzett.

## Sikerlista
- Damallsvenskan bajnok (7): 2000, 2001, 2002, 2005, 2006, 2007, 2008
- Elitettan bajnok (2): 2019, 2021
- Svéd kupagyőztes (4): 2001, 2002, 2003, 2007
- Svéd szuperkupa győztes (2): 2007, 2008
- UEFA-kupa győztes (2): 2002–03, 2003–04,
- UEFA-kupa döntős (3): 2001–02, 2006–07, 2007–08

## Játékoskeret
2022. augusztus 8-tól
| #  |     | Poszt | Név                 |
| -- | --- | ----- | ------------------- |
| 1  | SWE | K     | Agnes Granberg      |
| 21 | NZL | K     | Erin Nayler         |
| 2  | FIN | V     | Emma Santamäki      |
| 3  | SWE | V     | Blossom Davis       |
| 6  | MEX | V     | Bri Campos          |
| 8  | SWE | V     | Alice Lindgren      |
| 13 | FIN | V     | Anni Miettunen      |
| 4  | SWE | KP    | Tilde Johansson     |
| 5  | SWE | KP    | Wilma Carlsson      |
| 23 | SWE | KP    | Emma Åberg-Zingmark |
| 7  | SWE | KP    | Lisa Dahlkvist      |

| #  |     | Poszt | Név                   |
| -- | --- | ----- | --------------------- |
| 9  | SWE | KP    | Sarah Mellouk         |
| 12 | SWE | KP    | Stina Gunnebrink      |
| 14 | FIN | KP    | Katariina Kosola      |
| 15 | SWE | KP    | Olivia Holm           |
| 16 | SWE | KP    | Lisa Björk            |
| 17 | FIN | KP    | Vilma Koivisto        |
| 19 | SWE | KP    | Elvira Fjällström     |
| 20 | SWE | KP    | Villemo Dahlqvist     |
| 10 | SWE | CS    | Tuva Skoog            |
| 24 | FIN | CS    | Henna-Riikka Honkanen |
| 28 | SWE | CS    | Monica Bah            |

## Korábbi híres játékosok
| - Emma Berglund - Madelaine Edlund - Tove Enblom - Hanna Folkesson - Johanna Frisk - Hanna Glas - Madelene Göras - Fanny Hjelm-Rönnlund - Jenny Hjohlman - Lina Hurtig - Lisa Hurtig - Sofia Jakobsson - Caroline Jönsson - Clara Karlsson - Ulrika Karlsson - Emmelie Konradsson - Sanna Kullberg - Elin Landström | - Hanna Ljungberg - Cajsa Lundkvist - Sofia Lundgren - Lova Lundin - Hanna Marklund - Malin Moström - Jasmin Nejati - Elin Nilsson - Tina Nordlund - Lotta Ökvist - Frida Östberg - Anna Paulson - Therese Simonsson - Anna Sjöström - Carola Söberg - Karolina Westberg - Kayla Braffet - Marta | - Zabibu Nduwimana - Johanna Rasmussen - Tuija Hyyrynen - Jessica Julin - Anne Mäkinen - Laura Österberg Kalmari - Maija Saari - Sanna Valkonen - Anna Westerlund - Katrín Jónsdóttir - Jamagucsi Mami - Ma Hsziao-hszü - Patrycja Jerzak - Briana Campos - Rita Chikwelu - Ogonna Chukwudi - Glory Ogbonna - Ramona Bachmann |